# Estació de Bulaternera
Bulaternera (en francès i oficialment Gare de Bouleternère) és una antiga estació de ferrocarril de la línia Perpinyà - Vilafranca de Conflent - La Tor de Querol, situada a la comuna del mateix nom, a la comarca del Rosselló (Catalunya Nord).
És al nord-est del nucli urbà, a l'esquerra del Bulès i al sud-oest de la partida del Camí de l'Ermita.
Va ser inaugurada el 15 de març del 1870, quan la Companyia de ferrocarril de Perpinyà a Prada obrí el tram Illa-Bulaternera. El 3 de gener del 1877 la mateixa companyia inaugurava el tram Bulaternera-Prada de Conflent. L'estació havia estat punt d'embarcament ferroviari per als granits de Rodès fins que aquesta població tingué una estació pròpia el 1923.
| Procedència/Destinació       | <    | Línia | >              | Procedència/Destinació |
| ---------------------------- | ---- | ----- | -------------- | ---------------------- |
| : Transport express régional |      |       |                |                        |
| Perpinyà                     | Illa |       | Domanova-Rodès | Vilafranca de Conflent |